# 迎新路街道
迎新路街道，是中华人民共和国内蒙古自治区呼和浩特市新城区下辖的一个乡镇级行政单位。

## 行政区划
迎新路街道下辖以下地区：
迎新中路社区、展北社区、锦绣社区、新春社区、如意社区、人和社区、团结小区社区和水岸社区。